# Okręg wyborczy Bebington
Okręg wyborczy Bebington powstał w 1950 r. i wysyłał do brytyjskiej Izby Gmin jednego deputowanego. Okręg obejmował miasto Bebington na półwyspie Wirral w Merseyside. Okręg został zlikwidowany w 1974 r.

## Deputowani do brytyjskiej Izby Gmin z okręgu Bebington
- 1950–1964: Hendrie Oakshott, Partia Konserwatywna
- 1964–1966: Geoffrey Howe, Partia Konserwatywna
- 1966–1970: Edwin Brooks, Partia Pracy
- 1970–1974: Eric Cockeram, Partia Konserwatywna